# 維扎伊河
維扎伊河是俄羅斯的河流，由彼爾姆邊疆區負責管轄，屬於維利瓦河的左支流，河道全長125公里，流域面積約1,080平方公里，上游多處有急流。